# Midhordland
Il Midhordland (scritto anche Midthordland) è un distretto norvegese che si trova nella contea di Vestland, nella regione del Vestlandet.

## Geografia

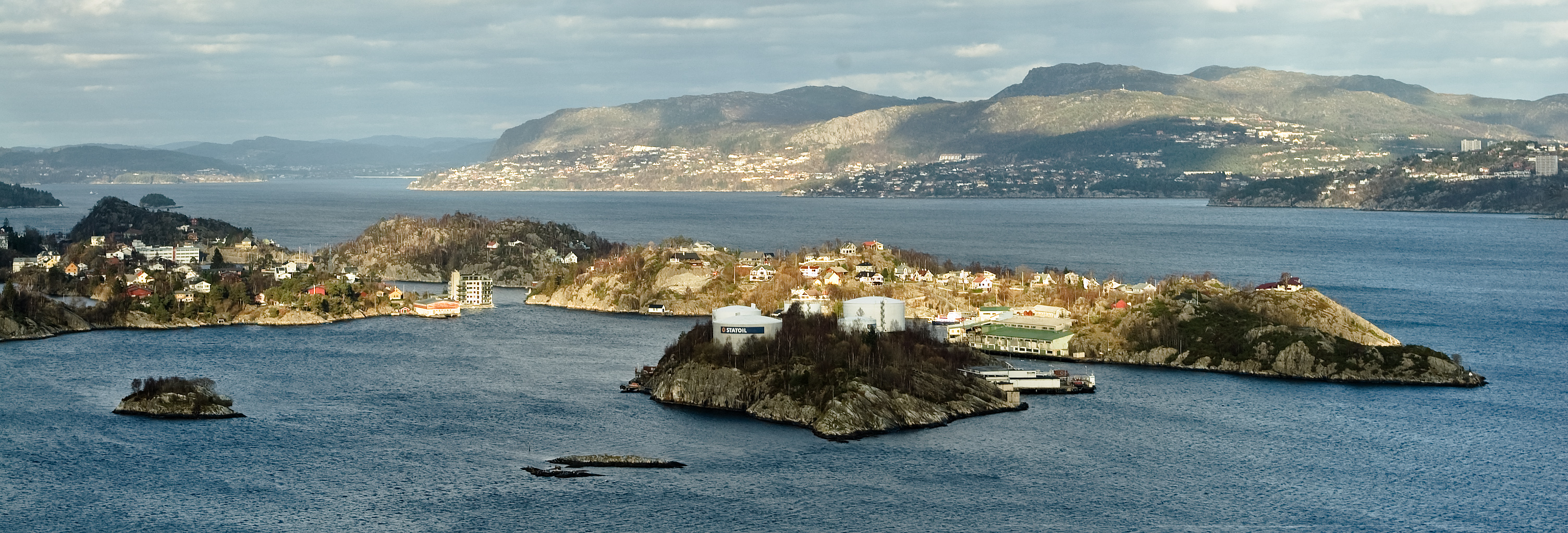
Le isole al largo di Florvåg ad Askøy.

Il distretto comprende la parte centro-occidentale della contea, ed include prevalentemente isole, i fiordi che si sviluppano lungo la costa e le aree circostanti attorno alla penisola di Bergen, la quale non fa parte del distretto.
Il Midhordland è delimitato dai fiordi Selbjørnsfjord, Bjørnafjord e dallo stretto di Langenuen, a sud e  dallo stretto Fedjeos e dai fiordi Hjeltefjord e Herdlafjord a nord. Si protrae poi verso est fino alle zone di montagna al confine con Kvam nell'Hardanger.
Il Midhordland è formato dagli odierni comuni di Askøy, Austevoll, Fjell, Fusa, Os, Samnanger, Sund e Øygarden, ma non ha alcuna funzione amministrativa, bensì è semplicemente una divisione storica e culturale. Fino al 2014 il Midhordland era rappresentato da un vicariato presso la Chiesa di Norvegia; in seguito questo fu rimosso e la giurisdizione fu trasferita sotto altri vicariati.

### Comuni del Midhordland
Il distretto di Midhordland comprende otto comuni:
| Cod. SSB | Local.            | Stemma | Nome      | Capoluogo     | Pop.   | Area (km²) | D. Pop. (ab./km²) |
| -------- | ----------------- | ------ | --------- | ------------- | ------ | ---------- | ----------------- |
| 1241     | Fusa kommune      |        | Fusa      | Eikelandsosen | 3 895  | 378        | 10,3              |
| 1242     | Samnanger kommune |        | Samnanger | Tysse         | 2 488  | 269        | 9,2               |
| 1243     | Os kommune        |        | Os        | Osøyro        | 20 152 | 140        | 144,4             |
| 1244     | Austevoll kommune |        | Austevoll | Storebø       | 5 156  | 117        | 44,0              |
| 1245     | Sund kommune      |        | Sund      | Skogsvåg      | 7 058  | 100        | 70,9              |
| 1246     | Fjell kommune     |        | Fjell     | Straume       | 25 204 | 148        | 170,2             |
| 1247     | Askøy kommune     |        | Askøy     | Kleppestø     | 28 821 | 101        | 285,1             |
| 1259     | Øygarden kommune  |        | Øygarden  | Rong          | 4 913  | 67         | 73,6              |